# Vervielfältigungsverfahren
Vervielfältigungsverfahren sind (analog)technische Verfahren zur Vervielfältigung beliebiger (analoger) Dokumente (z. B. Briefe, Fotos, technische und sonstige Zeichnungen). Zu den Vervielfältigungsverfahren zählen u. a. verschiedene Druckverfahren und fotografische Edeldruckverfahren.
Die bekanntesten Vervielfältigungsverfahren sind:
- Daguerreotypie
- Elektrofotografie (auch Xerografie oder Elektrofaksimile-Verfahren genannt, ugs. missverständlich auch „Fotokopie“; vgl. ↓)
- Fotogalvanografie
- Fotokopie (die offizielle Bezeichnung eines bestimmten Kontaktkopie-Verfahrens)
- Hektographie mittels Hektographenrolle
- die div. Pausverfahren
- Kalotypie (auch Talbotypie genannt)
- Anfertigung von Durchschlägen auf einer Schreibmaschine mittels Kohlepapier (nur für kleine Kopienanzahl geeignet)